# 2C-cP
2C-cP（2,5-二甲氧基-4-环丙基苯乙胺，2,5-dimethoxy-4-cyclopropylphenethylamine）是一种含氮有机化合物，化学式为C13H19NO2，属于2,5-二甲氧基苯乙胺衍生物（2C-x），被用作迷幻药物，最早由Daniel Trachsel及其同事在2006年合成。